# Massacre de Patikul
La massacre de Patikul fa referència a un esdeveniment que va ocórrer el 10 d'octubre de 1977 a Patikul, a la província filipina de Sulu. Trenta res agents de l'exèrcit de les Filipines van ser assassinats per membres del Front d'Alliberament Nacional Moro (MNLF) sota les ordres d'Usman Sali. Entre els morts es trobaven el General de Brigada Teodulfo Bautista, i el comandant general de la Primera Divisió d'Infanteria i ajudant general, el Coronel Gabriel Pangilinan, també hi constaven quatre tinents coronels.

## La massacre
Usman Sali, el líder d'un grup del MNLF, havia acordat reunir-se amb el General Bautista al quarter general de la Primera Divisió d'Infanteria «Tabak» a Jolo, per a iniciar converses de pau. En l'últim moment Sali va canviar la seva opinió i va proposar al General Bautista que la trobada fos en un mercat a Barangay Danag, a Patikul. El General va estar d'acord i anava acompanyat del Coronel Gabriel Pangilinan, el seu company d'instrucció a l'Acadèmia Militar Filipina. Abans de la reunió Bautista havia convidat a Fidel Valdez Ramos, en aquell moment cap de la policia filipina, però va rebutjar per uns compromisos que tenia a Zamboanga.
Quan el General i les seves tropes van arribar al mercat, però no van veure a ningú. Usman Sali no era allà per reunir-se amb el General, així que Bautista i els seus homes van asseure’s en una taula esperant-lo. En aquell precís moment va començar un tiroteig, Bautista i els seus homes van ser abatuts. Més tard van trobar els cossos amb ferides. Tots els soldats van morir en l'atac, excepte un sergent, l'operador de ràdio, que va simular la seva mort per sobreviure.Tot i que algunes informacions apunten que Usman Sali va morir durant els enfrontaments posteriors amb l'exèrcit, altres informes indiquen que va escapar cap a Sabah després de l'atac.

## Memorials
El llavors president Ferdinand Marcos, en el seu discurs als caiguts, va assenyalar que el General Bautista i els seus homes van ser assassinats amb «perfídia i traïció», i que aquesta massacre «demostra que el MNLF ha violat l'alto el foc acordat».

El 2012 el fill de Bautista, en aquell moment Comandant General de l'Exèrcit de les Filipines, Emmanuel T. Bautista, va inaugurar un museu dins el Camp General Teodulfo Bautista a Barangay Busbus, Jolo. El nom del camp militar està anomenat en honor al seu pare.
Un monument commemoratiu de pedra en record als assassinats va ser restaurant el 2019 per la Marina de l'Exèrcit de les Filipines, el «Special Operations Command Pacific» i residents de Barangay Danag.